# Rambus DRAM
La RDRAM, o Rambus DRAM, è un tipo di memoria RAM nato per i processori Intel Pentium III Tualatin e i primi Pentium 4 Willamette e Northwood, sviluppato da Rambus tra il 1999 e il 2001.

## Caratteristiche tecniche
Di memorie RDRAM esistevano diverse versioni e tra queste si possono citare le Concurrent RDRAM e le più veloci Direct RDRAM. Avevano la possibilità di avere 2 canali per i dati, in modo da raddoppiare la velocità, e una larghezza di banda di 16 bit che le differenziava dalle SDRAM (che invece avevano 8 bit). La memoria PC800 a 400 MHz RDRAM forniva una banda di 3,2 GB/s, ma costava parecchio e non offriva prestazioni soddisfacenti, inoltre, dato che le SDRAM offrivano latenze minori, le RDRAM risultavano consigliabili solamente se i dati venivano caricati in modo sequenziale, mentre per dati caricati in modo discontinuo erano di gran lunga migliori le ben più economiche SDRAM.
Quando poi AMD decise di supportare ufficialmente l'evoluzione delle memorie SDRAM, ovvero le DDR, il declino delle RDRAM fu inevitabile e anche Intel, accesa sostenitrice dello standard, fu costretta a sostituire il suo chipset i850 Tehama con il più semplice i845 Brookdale, in grado di abbinare le DDR al Pentium 4 Northwood.